# جمهوری آلبانی (۱۹۲۵–۱۹۲۸)
جمهوری آلبانی (به آلبانیایی: Republika Shqiptare) نامی بود که پس از تصویب قانون اساسی سال ۱۹۲۵ آلبانی، به این کشور اطلاق می‌شد. در این دوره آلبانی با پادشاهی ایتالیا هم‌پیمان شد و ایتالیا امتیاز انحصاری کشتی‌رانی و بازرگانی آلبانی را از آن خود کرد. این جمهوری تا اعلام پادشاهی مشروطهٔ سال ۱۹۲۸ دوام آورد.